# Programa de Comparaciones Internacionales del Trabajo
El Programa de Comparaciones Internacionales del Trabajo (International Labor Comparisons program-- ILC) de la  Oficina de Estadísticas Laborales (BLS) en los EE. UU. es donde se ajustan estadísticas económicas (con énfasis en las estadísticas del trabajo) a un marco conceptual común para hacer datos comparables entre países. Los datos de ILC se pueden utilizar para evaluar el desempeño económico de un país en relación con el de otros países y para evaluar la competitividad internacional.

## Historia

### Precursores del Programa de Comparaciones Internacionales del Trabajo
El primer comisionado de la Oficina de Estadísticas Laborales, Carroll Wright, empezó la tradición en BLS de hacer comparaciones internacionales. Él envió a varios empleados del BLS a Europa para recabar información sobre las tendencias de la fuerza de trabajo extranjera. En 1898, BLS publicó un informe que comparó salarios en los Estados Unidos con los de Europa y en 1902, publicó un informe que describió las condiciones de trabajo en México.
En 1915, en la primera edición del Monthly Labor Review, la revista de investigaciones del BLS, se presentaron artículos sobre el nivel de empleo y varios otros indicadores económicos en el extranjero. En los 1940s, BLS ayudó en la implantación del Plan Marshall, en el desarrollo de las comparaciones internacionales de la productividad laboral y en la prestación de asistencia técnica a los gobiernos europeos para desarrollar sus propias estadísticas de productividad.

### Formación del programa actual
BLS formó el actual programa de comparaciones internacionales en los 1960s, cuando la importancia del comercio exterior y el interés en la competencia internacional creció. El primer estudio publicado por el programa fue una evaluación de la comparabilidad de las tasas de desempleo realizada en respuesta a una solicitud en 1961 por la Comisión de Evaluación de Estadísticas de Empleo y Desempleo. En 1963, el programa comenzó a publicar las tendencias de la productividad laboral y costos laborales unitarios para el sector manufacturero. A mediados de los 1970s, el programa publicó comparaciones del producto interno bruto per cápita y en 1980 de costos laborales por hora (salarios y beneficios) en el sector manufacturero.

### La evolución reciente
Con el tiempo, el programa amplió la cobertura de indicadores laborales y de países. Además de los indicadores laborales antes mencionados, el programa comenzó a publicar una serie de indicadores relacionados, tales como el promedio anual de horas trabajadas, los tipos de cambio, y los índices de precios al consumidor. Además, originalmente el programa cubría sólo a ciertos países desarrollados. Como los países en desarrollo se hicieron más importantes para el comercio de EE. UU., el programa amplió su cobertura para incluir algunas mercados emergentes de Asia, Europa Oriental y la América Latina.
Adicionalmente, el programa ha producido una serie de estudios especiales sobre temas internacionales, tales como el costo laboral y el empleo en China, los mercados de trabajo juvenil, y las estructuras familiares. El programa  también coopera con organizaciones internacionales en el desarrollo de series de estadísticas laborales. ILC ayudó a la Organización Internacional del Trabajo (OIT) en la elaboración de los Indicadores Clave del Mercado de Trabajo (ICMT), una recopilación de las medidas fundamentales de las condiciones del mercado laboral. ILC también proporciona su serie de costos laborales por hora en el sector manufacturero para publicación en los  ICMT.
En 2009, el nombre del programa fue cambiado de la División de Estadísticas del Trabajo Extranjero al Programa de Comparaciones Internacionales del Trabajo.

## Informes estadísticos
ILC publica indicadores del mercado laboral que son internacionalmente comparables.  Las estadísticas de ILC se pueden utilizar para evaluar el desempeño del mercado económico y laboral de un país en relación con el de otros países y para evaluar la posición competitiva de los diferentes países. Las comparaciones se preparan principalmente para los países industrializados y con mayor frecuencia para los países en desarrollo.

### Fuerza de trabajo, el empleo y el desempleo
ILC genera datos anuales de la fuerza de trabajo, el empleo, y medidas de desempleo en 10 países.   Las tasas de desempleo mensuales y trimestrales ajustados estacionalmente y los índices de empleo también están disponibles. Datos de los países extranjeros se ajustan a las definiciones utilizadas en la Encuesta de Población Actual de los EE. UU.

### La remuneración por hora (salario y beneficios)
ILC la serie de la remuneración por hora presentan los costos laborales de 36 países ajustados por comparabilidad. la remuneración por hora se refiere a los patronos, AO gasto total en mano de obra por hora trabajada, e incluye los sueldos y salarios, beneficios directos y las contribuciones a los regímenes de seguridad social. La serie de compensación ILC cubre a todos los empleados y trabajadores de la producción en la manufactura y en 22 sub-industrias de manufactura, tales como ropa, vehículos de motor, computadores y efectos electrónicos.

### Productividad y costos laborales unitarios
ILC produce datos comparables internacionalmente sobre la productividad, calculada como producción por hora trabajada, los costos laborales unitarios, calculado como la remuneración por hora por unidad de producto, y medidas conexas. Los datos corresponden al sector manufacturero y, para la serie seleccionada, también la economía en su conjunto de 17 países.

### Producto interno bruto (PIB) per cápita y por hora
ILC, el AM produce datos comparables internacionalmente sobre el producto interno bruto per cápita, producto interior bruto por hora, y las medidas relacionadas de 19 países.  Los datos se ajustan a dólares de EE. UU. utilizando paridades de poder adquisitivo (PPA).

### Precios al consumidor
ILC publica los índices armonizados de precios al consumo (IAPC), que son comparables a nivel internacional y también compila los datos del IPC de las oficinas nacionales de estadística. Aunque los IPC nacionales presentados no son comparables entre países, se ajustan para el mismo año base para todos los países. Además, la Coalición publicó un artículo que analiza los índices armonizados de precios al consumo.

### Investigación y Estudios Especiales
El programa ILC publica artículos de investigación sobre temas internacionales en el Monthly Labor Review. Temas anteriores han incluido el empleo y la compensación en China, la compensación en la India, los mercados laborales para los jóvenes, y las horas trabajadas. El programa publica un libro de referencia anual de las comparaciones internacionales del trabajo.

### China
El programa ILC y Judith Banister son coautores de artículos en el empleo manufacturero y la compensación en China.